# Habo (gemeente)
Habo is een Zweedse gemeente in Västergötland. De gemeente behoort tot de provincie Jönköpings län. Ze heeft een totale oppervlakte van 463,9 km² en telde 9758 inwoners in 2004.

## Plaatsen
| #  | Plaats                               | Inwoneraantal |
| -- | ------------------------------------ | ------------- |
| 1  | Habo                                 | 6 244         |
| 2  | Furusjö                              | 344           |
| 3  | Fagerhult                            | 317           |
| 4  | Fiskebäck                            | 128           |
| 5  | Brandstorp                           | 112           |
| 6  | Nätebäcken                           | 92            |
| 7  | Björnhult, Grönestad och Hästebäcken | 90            |
| 8  | Västerkärr                           | 85            |
| 9  | Baskarp                              | 78            |
| 10 | Bränninge                            | 56            |